# Алту-Параизу (Парана)
Алту-Параизу (порт. Alto Paraíso) — муниципалитет в Бразилии, входит в штат Парана. Составная часть мезорегиона Северо-запад штата Парана. Входит в экономико-статистический микрорегион Умуарама. Население составляет 3389 человек на 2006 год. Занимает площадь 967,771 км². Плотность населения — 3,5 чел./км².

## История
Город основан 1 января 1993 года.

## Статистика
- Валовой внутренний продукт на 2003 год составляет 37 460 977,00 реалов (данные: Бразильский институт географии и статистики).
- Валовой внутренний продукт на душу населения на 2003 год составляет 10 493,27 реалов (данные: Бразильский институт географии и статистики).
- Индекс развития человеческого потенциала на 2000 год составляет 0,704 (данные: Программа развития ООН).

## География
Климат местности: субтропический.